# العلاقات البنينية الكونغوية
العلاقات البنينية الكونغولية هي العلاقات الثنائية التي تجمع بين بنين وجمهورية الكونغو.

## مقارنة بين البلدين
هذه مقارنة عامة ومرجعية للدولتين:
| وجه المقارنة                                              | بنين            | جمهورية الكونغو |
| --------------------------------------------------------- | --------------- | --------------- |
| المساحة (كم2)                                             | 114.76 ألف      | 342.00 ألف      |
| عدد السكان (نسمة)                                         | 11.18 مليون     | 5.26 مليون      |
| الكثافة السكانية (ن./كم²)                                 | 97.42           | 15.38           |
| العاصمة                                                   | بورتو نوفو      | برازافيل        |
| اللغة الرسمية                                             | لغة فرنسية      | لغة فرنسية      |
| العملة                                                    | فرنك غرب أفريقي | فرنك وسط أفريقي |
| الناتج المحلي الإجمالي (بليون دولار)                      | 9.27 مليار      | 8.72 مليار      |
| الناتج المحلي الإجمالي (تعادل القوة الشرائية) بليون دولار | 22.38 مليار     | 29.48 مليار     |
| الناتج المحلي الإجمالي الاسمي للفرد دولار أمريكي          | 762             | 1.85 ألف        |
| الناتج المحلي الإجمالي للفرد دولار أمريكي                 | 2.03 ألف        |                 |
| مؤشر التنمية البشرية                                      | 0.480           | 0.591           |
| رمز المكالمات الدولي                                      | +229            | +242            |
| رمز الإنترنت                                              | .bj             | .cg             |
| المنطقة الزمنية                                           | ت ع م+01:00     | ت ع م+01:00     |

## منظمات دولية مشتركة
يشترك البلدان في عضوية مجموعة من المنظمات الدولية، منها:
| علم المنظمة | اسم المنظمة                                 | تاريخ انضمام بنين | تاريخ انضمام جمهورية الكونغو |
| ----------- | ------------------------------------------- | ----------------- | ---------------------------- |
|             | البنك الدولي للإنشاء والتعمير               | 10 يوليو 1963     | 10 يوليو 1963                |
|             | يونسكو                                      | 18 أكتوبر 1960    | 24 أكتوبر 1960               |
|             | أفريستات ‏                                   | 21 سبتمبر 1993    | 21 سبتمبر 1993               |
|             | أحدى                                        | ?                 | ?                            |
|             | منظمة التجارة العالمية                      | ?                 | ?                            |
|             | وكالة ضمان الاستثمار متعدد الأطراف          | 26 سبتمبر 1994    | 16 أكتوبر 1991               |
|             | البنك الإفريقي للتنمية                      | ?                 | ?                            |
|             | منظمة الشرطة الجنائية الدولية               | ?                 | ?                            |
|             | مؤسسة التمويل الدولية                       | 5 فبراير 1987     | 1 أكتوبر 1980                |
|             | الأمم المتحدة                               | 20 سبتمبر 1960    | 20 سبتمبر 1960               |
|             | الاتحاد الأفريقي                            | ?                 | ?                            |
|             | مجموعة دول أفريقيا والكاريبي والمحيط الهادئ | ?                 | ?                            |
|             | مؤسسة التنمية الدولية                       | 16 سبتمبر 1963    | 8 نوفمبر 1963                |
|             | منظمة حظر الأسلحة الكيميائية                | ?                 | ?                            |
|             | المركز الدولي لتسوية المنازعات الاستشارية   | 14 أكتوبر 1966    | 14 أكتوبر 1966               |